# Nickelskutterudit
Nickelskutterudit (auch Arsennickel), bis 2008 auch Nickel-Skutterudit geschrieben, ist ein eher selten vorkommendes Mineral aus der Mineralklasse der „Sulfide und Sulfosalze“ mit der chemischen Zusammensetzung (Ni,Co,Fe)As3 und damit chemisch gesehen ein Nickelarsenid. Da Nickelskutterudit allerdings nah mit Skutterudit (CoAs3) verwandt ist und mit diesem eine lückenlose Mischkristall-Reihe bildet, kommt er in der Natur fast immer mit einem gewissen Anteil an Cobalt in der Verbindung vor. Auch Eisen ist aufgrund seines ähnlichen Ionenradius in der Lage, Nickel bzw. Cobalt in der Formel zu ersetzen. Daher wird die Formel für Nickelskutterudit allgemein auch mit (Ni,Co)As2–3 oder (Ni,Co,Fe)As3-x angegeben.
Nickelskutterudit kristallisiert im kubischen Kristallsystem und entwickelt nur selten idiomorphe Kristalle mit kubischem Habitus oder kubischen Kombinationen. Meist findet er sich in Form von stängeligen, nierigen oder körnigen bis massigen Mineral-Aggregaten. Auch netzartige, skelettförmige Aggregate mit verdrehten (gestrickten) und deformierten Kristallen sind bekannt. Das Mineral ist in jeder Form undurchsichtig (opak).
Die Farbe von frischem Nickelskutterudit variiert zwischen Zinnweiß und einem hellen Silber- oder Stahlgrau. Sichtbare Kristallflächen weisen einen metallischen Glanz auf. Nach einiger Zeit läuft das Mineral allerdings grau bis schwärzlich oder auch buntfarbig an. Oftmals sind Nickelskutterudit-Funde auch mit grünem Annabergit (Nickelblüte) oder rotem Erythrin (Kobaltblüte) bedeckt.

## Etymologie und Geschichte

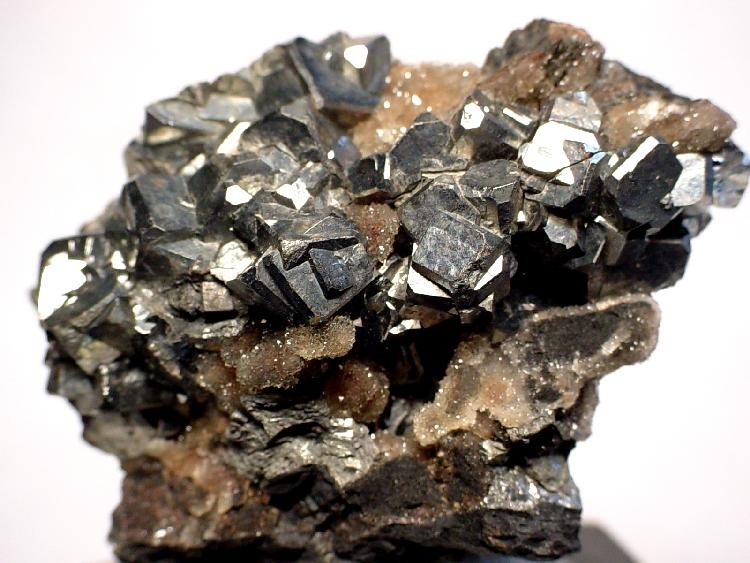
Nickelskutterudit auf Quarz aus dem Landkreis Schneeberg, Erzgebirge, Sachsen (Größe: 5 cm × 4 cm × 2 cm)

Erstmals entdeckt wurde Nickelskutterudit im Grubenrevier Schneeberg im sächsischen Erzgebirge und beschrieben 1845 durch August Breithaupt, der das Mineral allerdings als Nickel-Biarseniet, Weißnickelkies bzw. Chloanthit bezeichnete. Diese Bezeichnungen wurden allerdings 1892 durch E. Waller und Alfred Joseph Moses (1859–1920) verworfen, die bei ihren Analysen einerseits die nahe Verwandtschaft zum Skutterudit und andererseits einen überwiegenden Anteil an Nickel in der Zusammensetzung feststellten. Sie wählten daher die Bezeichnung Nickelskutterudit, die auch von nachfolgenden Forschern übernommen wurde.
1921 beschrieb O. Hackl ein Mineral, das nahe Radstadt in Salzburg gefunden wurde und gab ihm zu Ehren des österreichischen Paläontologen und Finder des Minerals Karl Diener (1862–1928) den Namen Dienerit. Da allerdings nur einziger Kristall gefunden wurde und das Typ-Material zudem verloren ging, konnte die chemische Analyse nicht überprüft werden. Dienerit wurde daher 2006 von der International Mineralogical Association (IMA) als fragwürdiges Mineral diskreditiert und als möglicherweise mit Nickelskutterudit identisch eingestuft. Nachdem 2019 eine genauere Analyse anhand eines Neotyps des Minerals vorlag, wurde dem bei der IMA eingereichten Antrag auf „Revalidierung von Dienerit“ (IMA 19-E) entsprochen und dessen Neudefinition anerkannt. Dienerit seitdem in der „Liste der Minerale und Mineralnamen“ der IMA unter der Summenanerkennung „IMA 2019 s.p.“ (special procedure) geführt.

## Klassifikation
Die strukturelle Klassifikation der International Mineralogical Association (IMA) zählt den Nickelskutterudit zur Gruppe der nicht stöchiometrischen Quadrupelperowskite mit unbesetzter A-Position in der Perowskit-Supergruppe. Hier bildet er zusammen mit Skutterudit, Kieftit und Ferroskutterudit die Skutterudit-Untergruppe.
Bereits in der veralteten 8. Auflage der Mineralsystematik nach Strunz gehörte Nickelskutterudit zur Mineralklasse der „Sulfide und Sulfosalze“ und dort zur Abteilung der „Sulfide mit M : S < 1 : 1“, wo er zusammen mit Skutterudit sowie den inzwischen als Varietäten von Nickelskutterudit diskreditierten Chathamit und Chloanthit die „Skutterudit-Reihe“ mit der Systemnummer II/C.12 bildete.
Im zuletzt 2018 überarbeiteten und aktualisierten Lapis-Mineralienverzeichnis nach Stefan Weiß, das sich im Aufbau noch nach dieser alten Form der Systematik von Karl Hugo Strunz richtet, erhielt das Mineral die System- und Mineral-Nr. II/D.29-020. In der Lapis-Systematik entspricht dies ebenfalls der Abteilung „Sulfide mit dem Stoffmengenverhältnis Metall : S,Se,Te < 1 : 1“, wo Nickelskutterudit zusammen mit Ferroskutterudit, Gaotaiit, Iridisit (diskreditiert), Kieftit und Skutterudit eine unbenannte Gruppe mit der Systemnummer II/D.29 bildet.
Die von der IMA zuletzt 2009 aktualisierte 9. Auflage der Strunz’schen Mineralsystematik ordnet den Nickelskutterudit dagegen in die Abteilung der „Metallsulfide mit M : S ≤ 1 : 2“ ein. Diese ist zudem weiter unterteilt nach dem genauen Stoffmengenverhältnis bzw. den in der Verbindung vorherrschenden Metallen, so dass das Mineral entsprechend seiner Zusammensetzung in der Unterabteilung „M : S = 1 : >2“ zu finden ist, wo es zusammen mit Ferroskutterudit, Kieftit und Skutterudit die „Skutteruditgruppe“ mit der Systemnummer 2.EC.05 bildet.
Auch die vorwiegend im englischen Sprachraum gebräuchliche Systematik der Minerale nach Dana ordnet den Nickelskutterudit in die Klasse der „Sulfide und Sulfosalze“ und dort in die Abteilung der „Sulfidminerale“ ein. Hier ist er zusammen mit Skutterudit, Kieftit und Ferroskutterudit in der „Skutteruditreihe“ mit der Systemnummer 02.12.17 innerhalb der Unterabteilung der „Sulfide – einschließlich Seleniden und Telluriden – mit der Zusammensetzung AmBnXp, mit (m+n):p=1:2“ zu finden.

## Kristallstruktur
Nickelskutterudit kristallisiert kubisch in der Raumgruppe Im3 (Raumgruppen-Nr. 204) mit dem Gitterparameter a = 8,28 Å sowie 8 Formeleinheiten pro Elementarzelle.

## Eigenschaften
Wird eine Probe von Nickelskutterudit z. B. mit einem Geologenhammer angeschlagen, macht sich starker Arsengeruch bemerkbar.
Auf Holzkohle gelegt und vor ein Lötrohr gehalten, schmilzt das Mineral zu einer spröden, grauschwarzen und magnetischen Kugel.

## Modifikationen und Varietäten

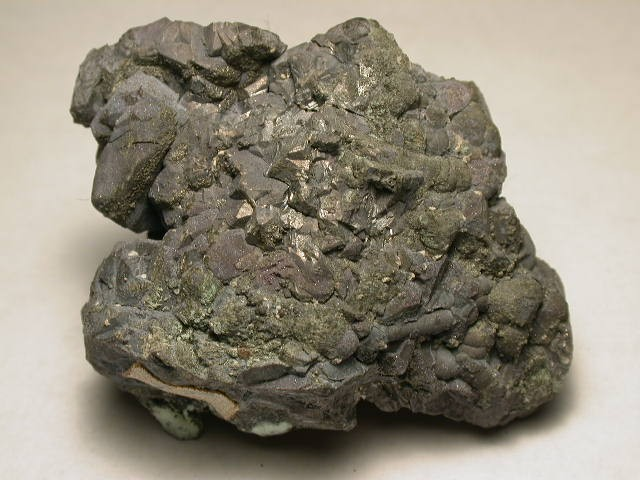
Chloanthit aus der Region Cobalt-Gowganda, Timiskaming District, Ontario, Kanada (Größe: 5,4 cm × 4,1 cm)

Chloanthit ist die Bezeichnung für die arsenarme Varietät des Nickelskutterudit, wird allerdings nach wie vor gelegentlich als Synonym für den Nickelskutterudit selbst verwendet.
Chathamit gilt als eisenhaltige Untervarietät des Chloanthit.

## Bildung und Fundorte

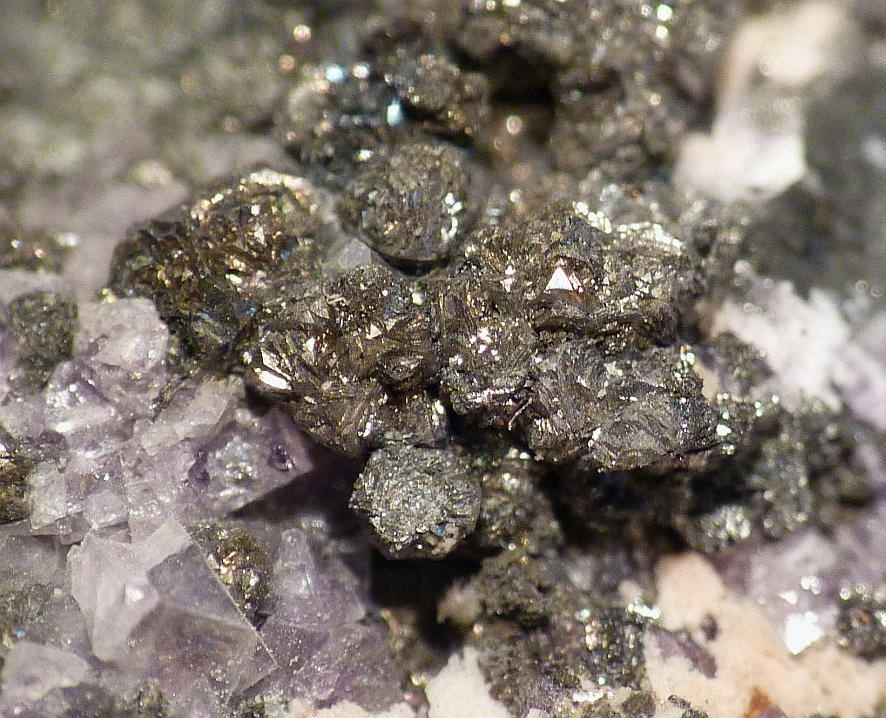
Nickelskutterudit aus der St Johannes Mine bei Wolkenstein, Kreis Marienberg, Erzgebirge, Sachsen, Deutschland (Sichtfeld: 7 mm)

Nickelskutterudit bildet sich in mittelgradigen Hydrothermal-Adern, wo er unter anderem mit Arsenopyrit, Baryt, Bismut, Calcit, Quarz, gediegen Silber, Siderit und anderen Mineralen vergesellschaftet findet.
Als eher seltene Mineralbildung kann Nickelskutterudit an verschiedenen Fundorten zum Teil reichlich vorhanden sein, insgesamt ist er aber wenig verbreitet. Als bekannt gelten bisher gelten bisher rund 200 Fundorte (Stand 2024). Neben seiner Typlokalität Schneeberg trat das Mineral in Deutschland noch an vielen weiteren Orten im sächsischen Erzgebirge sowie an mehreren Orten im Schwarzwald in Baden-Württemberg; bei Wölsendorf in Bayern; an mehreren Orten im Odenwald und Richelsdorf, der Grube Hilfe Gottes und der Lochborner Kupfergrube bei Bieber in Hessen; an vielen Orten im Harz von Niedersachsen bis Sachsen-Anhalt; bei Iserlohn, Ramsbeck und der Grube Ostwig in Nordrhein-Westfalen; an mehreren Fundstätten bei Imsbach, am Landsberg bei Obermoschel, Rockenhausen, Schutzbach und Bürdenbach in Rheinland-Pfalz und in Thüringen bei Bad Lobenstein, Ronneburg und Kamsdorf auf.
In Österreich fand sich Nickelskutterudit am Hüttenberger Erzberg und dem Kerschdorfgraben nahe der Gemeinde Sankt Stefan im Gailtal in Kärnten; in der Uranmine bei Forstau, im Schwarzleograben bei Hütten/Leogang und im Annastollen bei Mitterberg (nahe St. Johann im Pongau) in Salzburg und in den Schladminger Tauern in der Steiermark.
In der Schweiz konnte das Mineral bisher nur bei Böttstein und Kaisten im Kanton Aargau gefunden werden.
Weitere Fundorte liegen in Argentinien, Australien, Frankreich, Iran, Italien, Japan, Kanada, Marokko, Polen, Portugal, Russland, Schweden, Simbabwe, Slowakei, Spanien, Südafrika, Südkorea, Tschechien, im Vereinigten Königreich (Großbritannien) und den Vereinigten Staaten (USA).

## Verwendung
Nickelskutterudit dient als Erz zur Gewinnung von Nickel, Arsen und arseniger Säure.